# Mira Furlan
Mira Furlan (n. 7 septembrie 1955, Zagreb, Republica Socialistă Croația, RSF Iugoslavia – d. 20 ianuarie 2021, Los Angeles, California, SUA) a fost o actriță și cântăreață croată. Pe plan internațional, ea a fost cea mai cunoscută pentru rolul său ca ambasadoarea Minbari Delenn în toate cele cinci sezoane ale serialului de televiziune science-fiction Babylon 5 (1993–98) și ca Danielle Rousseau în LOST: Naufragiații. De asemenea, ea a apărut în filme foarte premiate, ca de exemplu Tata în călătorie de afaceri  (1985) și Dispariție (2010). 

## Biografie
Furlan s-a născut într-o familie intelectuală și academică care a inclus un număr mare de profesori universitari din Zagreb, care în acea perioadă făcea parte din Iugoslavia. Ea s-a născut dintr-o mamă evreo-croată și un tată de origine sloveno-croată. 

## Carieră
Furlan a absolvit Academia de Arte Dramatice din Zagreb și deține o diplomă universitară, echivalentă cu un BFA, în teatru.  A fost membră a Teatrului Național Croat din Zagreb și a apărut frecvent în producții de televiziune și filme iugoslave.
În anii 1980, ea a apărut pentru scurt timp ca o cântăreață pentru Le Cinema, un spin-off al trupei de rock Film. A apărut pe scena din New York și Los Angeles. Ea a lansat un album, Songs From Movies That Have Never Been Made. A jucat rolul ambasadoarei Minbari Delenn în toate cele cinci sezoane ale Babylon 5, precum și în unele dintre filmele TV asociate. În perioada 2004–2010 a jucat ca Danielle Rousseau în Lost. În 2009, ea a apărut într-un episod din NCIS: Anchetă militară, intitulat "South By Southwest". 
În 2002, ea a revenit în Croația după aproximativ unsprezece ani pentru a ocupa rolul principal în producția companiei de teatru Ulysses a lui Rade Šerbedžija a piesei Medea de Euripide. O colecție din coloanele ei din defuncta revistă croată Feral Tribune a fost publicată ca o carte în 2010.
Furlan a scris piesa Până la moarte ne îndeplinim partea (în croată Dok nas smrt ne razdvoji), care este stabilită în 1970 în Zagreb.

## Viață personală
Soțul Mirei Furlan a fost regizorul Goran Gajić, care a regizat un episod din Babylon 5 și mai multe piese de teatru, inclusiv o producție a piesei Antigona lui Sofocle.
Furlan a fost activă în mișcarea feministă iugoslavă în anii 1980. La sfârșitul anului 1991, ea și soțul ei, care este sârb etnic, au emigrat din fosta Iugoslavie pentru a scăpa de război, care a dus la destrămarea țării, cu tulburări politice și tensiuni etnice. Furlan a născut primul copil al cuplului în anul 1998.

## Premii
- 1982 Premiul Arena de aur al Festivalului de Film de la Pula pentru cea mai bună actriță în rolul secundar din filmul Kiklop[20]
- 1986 Premiul Arena de aur al Festivalului de Film de la Pula pentru cea mai bună actriță din filmul Frumusețea păcatului.[21]
- Premiul juriului Balken New Film Festival 2013 pentru cea mai bună actriță din filmul The Abandoned - Dispariție.[22]

## Filmografie selectată
| An   | Titlu                                                 | Rol           | Note |
| ---- | ----------------------------------------------------- | ------------- | ---- |
| 2014 | With Mom                                              | Jasna         |      |
| 2013 | Twice Born                                            | Velida        |      |
| 2010 | The Abandoned                                         | Cica          |      |
| 2010 | Cirkus Columbia                                       | Lucija        |      |
| 2008 | The Tour                                              | Sonja         |      |
| 1988 | Braća po materi                                       | Vranka        |      |
| 1986 | The Beauty of Vice                                    | Jaglika       |      |
| 1985 | Tata în călătorie de afaceri (Otac na službenom putu) | Ankica Vidmar |      |
| 1985 | Horvatov izbor                                        | Eva Horvatek  |      |

| An        | Titlu           | Rol               | Note                                                      |
| --------- | --------------- | ----------------- | --------------------------------------------------------- |
| 2016      | Just Add Magic  | The Traveller     | "Just Add Mamma P", Season 1, Episode 7                   |
| 2009      | NCIS            | Dina Risi         | "South by Southwest", Season 6, Episode 17                |
| 2008      | Vratiće se rode | Jagoda            |                                                           |
| 2004–2010 | Lost            | Danielle Rousseau | Recurring Role (Season 1–4) Guest (Season 6): 22 episodes |
| 1997      | Spider-Man      | Silver Sable      | voce                                                      |
| 1993–1998 | Babylon 5       | Delenn            |                                                           |

| An   | Titlu    | Rol         | Note                        |
| ---- | -------- | ----------- | --------------------------- |
| 2015 | Payday 2 | The Butcher | Voce, apare live în trailer |

## Legături externe
- Site web oficial
- Mira Furlan la Internet Movie Database